# IK Sirius

Logo von IK Sirius

IK Sirius ist ein schwedischer Sportverein aus der Stadt Uppsala.

## Beschreibung
Der Verein IK Sirius wurde im Jahr 1907 gegründet im Stadtteil Svartbäcken in Uppsala. Neben Sport betätigte sich der Verein auf kulturellem Gebiet und bot auch Vorträge, Musik und Gesang an.
Im Jahr 1908 wurde der Sportplatz Studenternas IP eingeweiht, der erste moderne Sportplatz in Uppsala. Somit war eine wichtige Bedingung für gute Training- und Spielmöglichkeiten geschaffen. Besonders Bandy und Fußball entwickelten sich zu den bedeutendsten angebotenen Sportarten. Die Eishockeyabteilung des Vereins nahm in den 1940er Jahren mehrfach an der damals noch im Pokalmodus ausgetragenen schwedischen Meisterschaft teil.
Heute hat der Verein drei Abteilungen: jeweils eine für Bandy, Fußball und Innebandy.

## IK Sirius Bandy
IK Sirius Bandy ist die Bandyabteilung des Vereins. Seine Glanzzeit erlebte der Verein in den 1960er Jahren, als man dreimal schwedischer Meister werden konnte. In den 1990er Jahren kam der Verein in finanzielle Schwierigkeiten. Eine Folge davon war, dass der Verein zwischen erster (Bandyallsvenskan) und zweiter Liga (Division 1) hin und her pendelte. Heute (Saison 2006/2007) spielt der Verein in der ersten Bandyliga.

### Erfolge
- schwedischer Meister: 1921, 1922, 1961, 1966, 1968
- World Cup: 1992

## IK Sirius Fußball
IK Sirius Fotboll ist die Fußballabteilung des Vereins. Der Verein hatte seine Hochzeit in den 1960er und 1970er Jahren, als man einige Jahre in der ersten Liga, der Allsvenskan spielte und aktuell auch wieder vertreten ist. In den 1990er Jahren spielte IK Sirius acht Spielzeiten in der damaligen Division 1. Anfang des 21. Jahrhunderts spielte der Verein erfolgreich in der Division 2 und später in der wieder eingeführten Division 1.
In der Saison 2006 erreichte IK Sirius in der Division 1 Norra den zweiten Tabellenplatz. Man verpasste so zwar den direkten Aufstieg in die zweite schwedische Fußballliga, doch man konnte sich in den nun folgenden Qualifikationsspielen gegen den 14. der Superettan Väsby United durchsetzten (1:1 zu Hause; 1:0 in Upplands Väsby). Damit gelang der Aufstieg in die Superettan für die Saison 2007. 2015 schaffte man in der Superettan Platz drei, wodurch die Relegation gegen Falkenbergs FF erreicht wurde. Durch ein 2:2 und 1:1 verpasste man aufgrund der Auswärtstorregel jedoch den Aufstieg in die Allsvenskan, Falkenberg blieb erstklassig. In der Folgespielzeit stieg das Team als Meister der Superettan in die Allsvenskan auf und hält sich dort seitdem.

## IK Sirius Innebandy
1999 stellte der IBK JT 97 einen Antrag, um sich dem IK Sirius anzuschließen. Der Verein wurde aufgenommen und bleibt wie die beiden anderen Abteilungen selbständig in dessen Struktur.